# Dacryobolus
Dacryobolus là một chi nấm thuộc họ Meruliaceae.